# アダムズ郡 (コロラド州)
アダムズ郡（英: Adams County）は、アメリカ合衆国コロラド州の中北部に位置する郡である。人口は51万9572人（2020年）で、コロラド州で5番目に人口の多い郡である。郡庁所在地はブライトンであり、同郡で人口最大の都市はソーントンである。郡名はコロラド州知事を務めたアルバ・アダムズ（在任期間：1887年-1889年、1897年-1899年、1905年）に因んで名付けられた。アダムズ郡の全体がデンバー・オーロラ・ブルームフィールド大都市圏とデンバー・オーロラ・ボルダー広域都市圏に属している。

## 歴史
1854年5月30日、カンザス・ネブラスカ法によって、北緯40度線で分けたネブラスカ準州とカンザス準州が創設された。この北緯40度線は現在のアダムズ郡168番街にある。後のアダムズ郡はネブラスカ準州と境を接して南側、カンザス準州のアラパホ郡北部の帯状地だった。
1859年、そのアラパホ郡内のサウスプラット川にあるヘンダーソン島に、ジョン・D・"カーネル・ジャック"・ヘンダーソンが、牧場、交易基地、およびホテルを建設した。ヘンダーソンは元はカンザス準州レブンワースで雑誌の編集者かつ経営者であり、カンザス東部で行われた選挙違反を告発してきた奴隷制度擁護を公言する政治家だった。ヘンダーソンは、サウスプラット川トレイルを遡ってパイクスピーク・ゴールドラッシュの金鉱原に向かう金探求者達に肉などの食料を売っていた。ヘンダーソン島はネブラスカ準州サンブラン砦とカンザス準州チェリー・クリーク・ディギングスの間のサウスプラット川では初の恒久的開拓地だった。ヘンダーソンは結局カンザス東部に帰り、南北戦争では「北軍」について戦った。今日のヘンダーソン島はアダムズ郡地域公園およびお祭り広場になっている。
1861年1月29日、カンザス準州東部がカンザス州としてアメリカ合衆国の州に昇格した。2月28日、残っていた西部は新しいコロラド準州の一部とされた。11月1日、コロラド準州はアラパホ郡など11の郡を設定し、さらに1876年8月1日、アメリカ合衆国の州に昇格した。
1901年コロラド州議会はアラパホ郡を3つの部分に分ける決議を行った。すなわち、新しいデンバー市郡、新しいアダムズ郡とアラパホ郡の残り部分でサウスアラパホ郡と命名された。その後コロラド州最高裁判所判決、州議会の立法、および住民投票によって、その最終承認は1902年11月15日になった。ジェイムズ・ブラドレー・オーマン州知事がブライトンをアダムズ郡の暫定郡庁所在地に指定した。その当初の領域は東西方向に160マイル (258 km、現在のシェリダン・ブールバードから東のカンザス州境まで）もの長さがあった。1903年5月12日、東側88マイル (142 km) の部分が新しいワシントン郡とユマ郡に分割し、アダムス郡の現在の長さ、72マイル (115 km) になった。1904年11月8日、アダムズ郡住人は投票でブライトンを恒久的郡庁所在地に選んだ。
1989年の住民投票で郡内の53平方マイル (137 km²) を計画中のデンバー国際空港のためにデンバー市郡に移管した。このことで、郡西部の人口密度が高い地域に2つの奇妙な形の半島部ができた。2001年11月15日に創設されたブルームフィールド市郡には、郡の北西隅の小部分を渡した。

## 地理

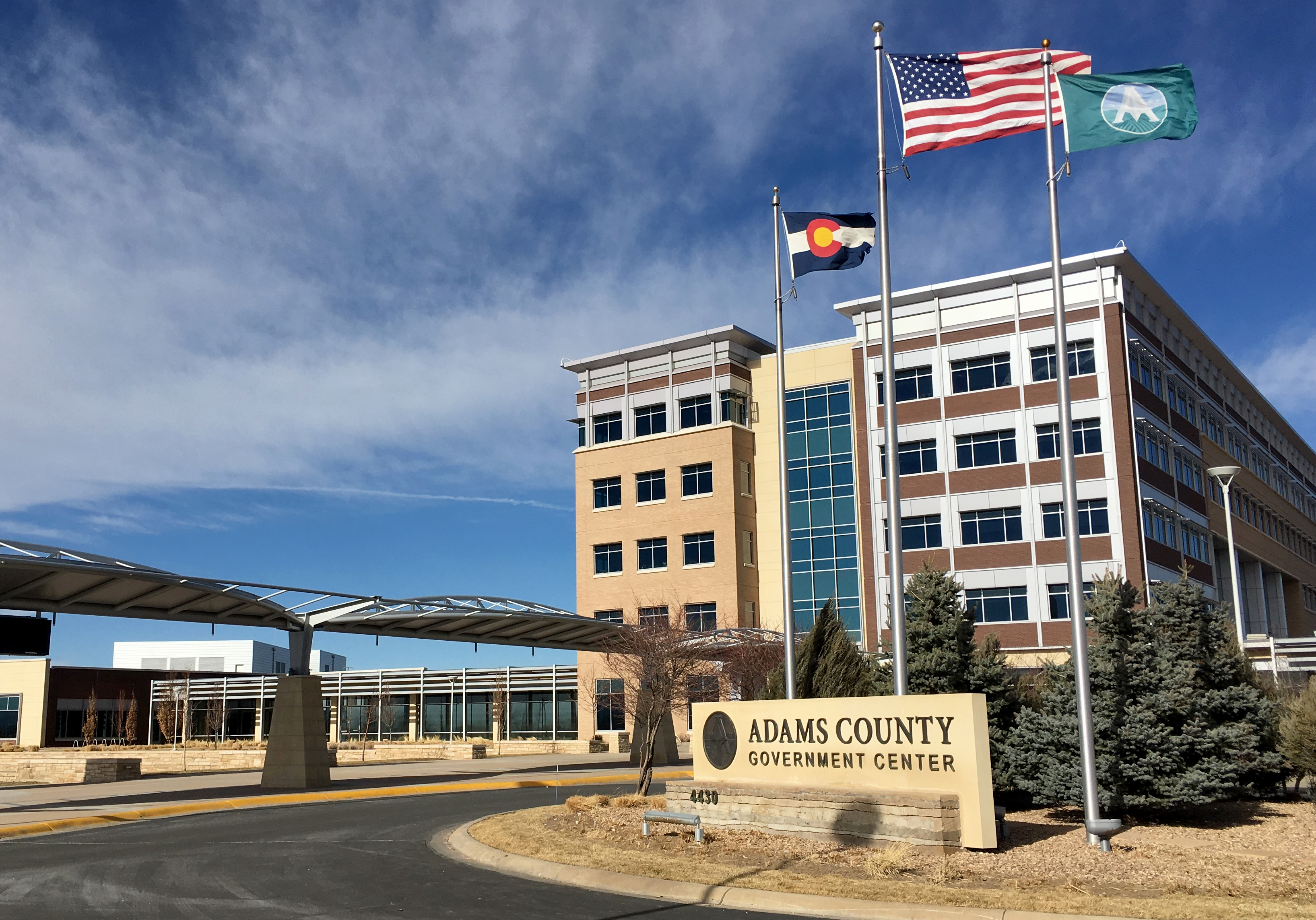
ブライトンにあるアダムズ郡庁舎

アメリカ合衆国国勢調査局に拠れば、郡域全面積は1,197.71平方マイル (6,825.9 km2)であり、このうち陸地は1,191.93平方マイル (6,821.6 km2)、水域は5.78平方マイル (4.1 km2)で水域率は0.48％である。
アダムズ郡はデンバー市郡に入っているデンバー国際空港をほとんど取り囲んでいる。

### 隣接する郡
- ウェルド郡 - 北
- モーガン郡 - 北東
- ワシントン郡 - 東
- アラパホ郡 - 南
- デンバー市郡 - 南
- ジェファーソン郡 - 西
- ブルームフィールド市郡 - 北西

## 人口動態
以下は2000年国勢調査による人口統計データである。
| 基礎データ - 人口: 363,857人 - 世帯数: 128,156 世帯 - 家族数: 92,144 家族 - 人口密度: 118人/km2（305人/mi2） - 住居数: 132,594軒 - 住居密度: 43軒/km5（111/mi2） 人種別人口構成 - 白人: 77.29% - アフリカン・アメリカン: 2.97% - ネイティブ・アメリカン: 1.19% - アジア人: 3.21% - 太平洋諸島系: 0.12% - その他の人種: 11.73% - 混血: 3.49% - ヒスパニック・ラテン系: 28.19% 年齢別人口構成 - 18歳未満: 28.6% - 18-24歳: 10.3% - 25-44歳: 34.0% - 45-64歳: 19.4% - 65歳以上: 7.8% - 年齢の中央値: 31歳 - 性比（女性100人あたり男性の人口） - 総人口: 102.8 - 18歳以上: 102.1 | 世帯と家族（対世帯数） - 18歳未満の子供がいる: 37.8% - 結婚・同居している夫婦: 53.8% - 未婚・離婚・死別女性が世帯主: 12.1% - 非家族世帯: 28.1% - 単身世帯: 21.2% - 65歳以上の老人1人暮らし: 5.5% - 平均構成人数 - 世帯: 2.81人 - 家族: 3.27人 収入と家計 - 収入の中央値 - 世帯: 47,323米ドル - 家族: 52,517米ドル - 性別 - 男性: 36,499米ドル - 女性: 28,053米ドル - 人口1人あたり収入: 19,944米ドル - 貧困線以下 - 対人口: 8.9% - 対家族数: 6.5% - 18歳未満: 10.9% - 65歳以上: 7.3% |

2000年時点で信仰する信徒数の多い会派はカトリック教会60,429人、福音主義系プロテスタント25,552人、モルモン教6,808人となっている。

## 都市と町
市
- ソーントン
- ウェストミンスター
- コマースシティ
- ブライトン - 郡庁所在地
- ノースグレン
- フェデラルハイツ
- オーロラ（部分）
- アーバダ（部分）
- ストラスバーグ（部分）

町
- ベネット

### 未編入の町
- ヘンダーソン（一部はブライトン、コマースシティ、ソーントンに編入された）
- ワトキンス

### 国勢調査指定地域
- バークレー
- ダービー
- ノースワシントン
- シュレルウッド
- トッドクリーク
- ツインレイクス
- ウェルビー

## 教育
アダムズ郡の公共教育を管轄する教育学区は以下の通りである。
- アダムズ12五つ星教育学区
- アダムズ郡14
- ベネット29J
- ブライトン27J
- メイプルトン1
- ストラスバーグ31J
- ウェストミンスター50

## 地域開発組織
| - アダムズ郡コミュニティ開発 - アダムズ郡教育コンソーシアム - ウェイバックマシン（2016年12月30日アーカイブ分） - アダムズ郡経済開発 - ウェイバックマシン（2008年5月14日アーカイブ分） |

## 国立野生生物保護区
- ロッキーマウンテン・アーセナル国立野生生物保護区

## 州立公園
- バー湖州立公園

## 歴史トレイル
- サウスプラット・トレイル

## レクリエーション・トレイル
- アメリカン・ディスカバリー・トレイル
- ビッグドライクリーク国立レクリエーション・トレイル
- ハイラインキャナル国立レクリエーション・トレイル
- プラット川グリーンウェイ国立レクリエーション・トレイル
- ロッキーマウンテン・アーセナル国立レクリエーション・トレイル